# V. Keresztély dán király
V. Keresztély (dánul: Christian den Femte) (Flensburg, 1646. április 15. – Koppenhága, 1699. augusztus 25.), Dánia és Norvégia királya 1670-től haláláig.

## Trónra lépése
V. Keresztély 1646. április 15-én született a flensburgi Duborg-kastélyban, mint III. Frigyes dán és norvég király és Braunschweigi Zsófia Amália első gyermeke. Kilencévesen hivatalosan trónörökössé nyilvánították. Tizennyolc éves korától helyet kapott az Államtanácsban.
III. Frigyes 1670-es halálával először alkalmazták az 1665-ben elfogadott új örökösödési törvényt, amennyiben az új király az arisztokrácia előzetes választása nélkül, automatikusan kerül a trónra. A formális felkenési szertartásra 1671. június 7-én került sor a frederiksborgi palota kápolnájában.

## A skånei háború
1672-ben kitört a francia–holland háború. Mindkét oldal segítséget kért szövetségeseitől, XIV. Lajos kérésére a svédek 1674-ben megtámadták a brandenburgi választófejedelmet, akinek csapatai a francia határon harcoltak a Német-római Birodalom szövetségében. Miután a svéd csapatok a fehrbellini csatában vereséget szenvedtek a hazasiető brandenburgi haderőtől, és teljesen kiszorultak Svéd-Pomerániából, V. Keresztély elérkezettnek látta az időt, hogy visszaszerezze azokat a dél-svédországi tartományokat, melyet Svédország az 1660-as roskildei békében ragadott el Dániától. Gyors támadással sikerült egész Skånet megszállni, ám a svédek ellentámadása és a véres lundi csata után V. Keresztély szárazföldi csapatai visszaszorultak. A szárazföldi vereségeket ellensúlyozták a dán és a holland hadiflotta sikerei. Keresztély féltestvére, Ulrik Frederik Gyldenløve norvégiai dán helytartó a norvég–svéd határon nyitott újabb frontot. Döntő fölényt egyik félnek sem sikerült elérnie. A status quo ante bellum alapú fontainebleau-i békeszerződést Dánia végül a francia-svéd szövetség vezető hatalmával, a holland háborúban győztes Franciaországgal írta alá 1679. szeptember 2-án. Ennek irányelvei alapján szeptember 26-án Lund városában megkötötték a közvetlen és részletes dán–svéd békeszerződést.

## Griffenfeld
A király legbefolyásosabb tanácsadója a tehetséges Peder Griffenfeld kancellár volt, aki azonban túlzott hatalma és korruptsága miatt sok ellenséget szerzett. Griffenfeld mindenáron szerette volna elkerülni az összeütközést a kor szuperhatalmával, Franciaországgal és emiatt ellenezte a svéd háborút. 1676-ban árulás vádjával letartóztatták, de iratai áttanulmányozása után sem találtak terhelő bizonyítékot. Egyedül a titkos naplójában leltek a következő mondatra „a király gyerekesen beszélt a francia nagykövettel.” Felségsértés és korrupció vádjával halálra ítélték, de mikor már a hóhér emelte a bárdját, kegyelmet kapott és az ítéletet életfogytiglani börtönre változtatták.

## Törvényei

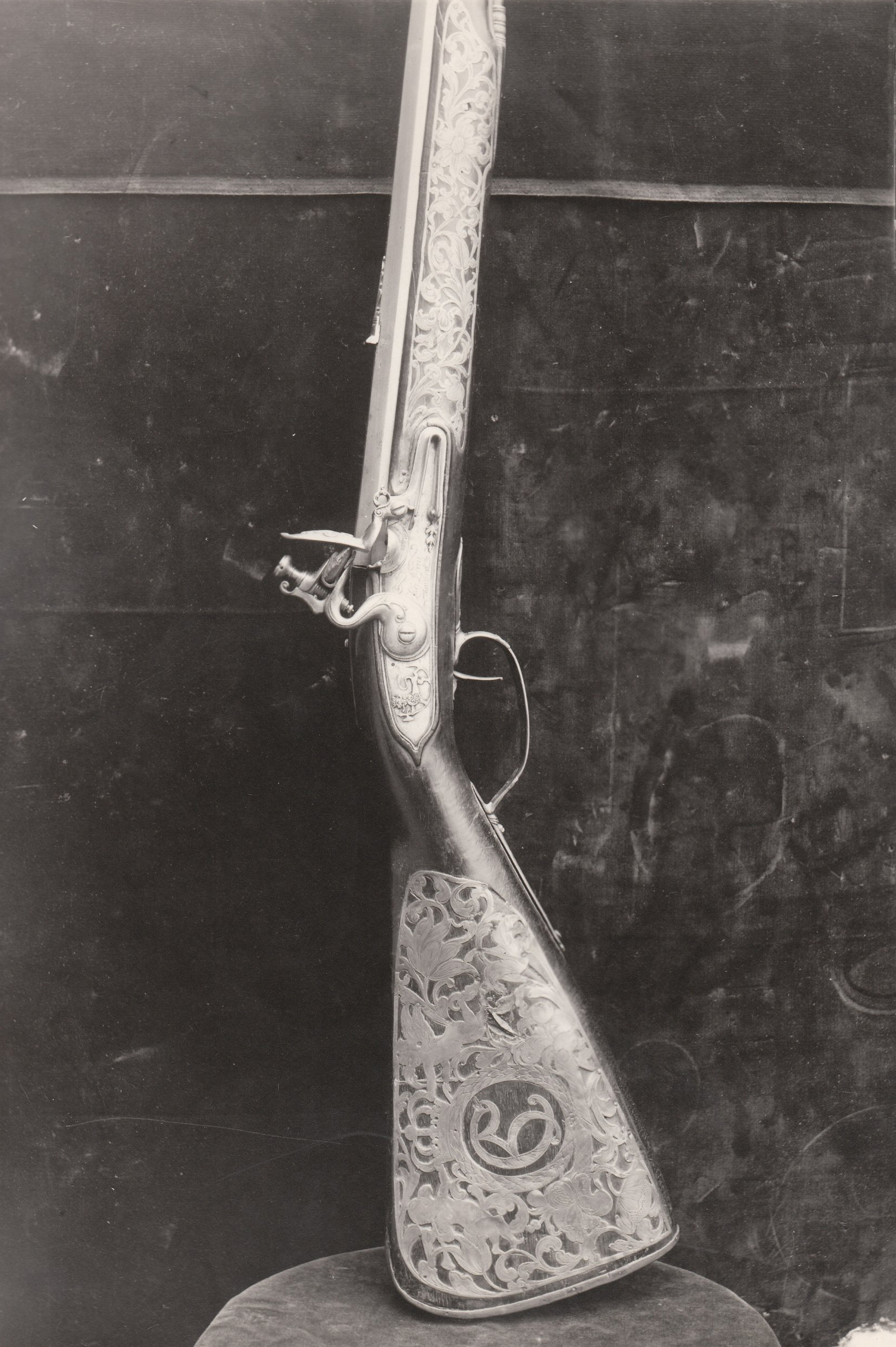
Keresztély vadászpuskája. A trondheimi Lars Berg műve.

Hogy megerősítse a király abszolút hatalmát, Keresztély 1671-ben megreformálta a nemesi címeket és bevezette a grófi és bárói rangot és megkönnyítette a nemesi címek megvásárlását.
1683-ban kiadta a Dán Törvénykönyvet (Danske Lov), az ország első törvénykönyvét amit 1687-ben a Norvég Törvénykönyv követett. 1688-ban földregisztert állíttatott össze, hogy igazságosabban oszthassa szét az adóterheket.
Bár a király egyáltalán nem érdeklődött a természettudományok iránt (emlékirataiban a „vadászatot, szerelmeskedést, háborúskodást és hajózást” nevezte meg fő érdeklődési területeinek). Uralkodása alatt a dán tudomány virágzott; ekkor dolgozott Koppenhágában Ole Rømer csillagász, aki elsőként mérte meg a fény sebességét.
A főváros védelme érdekében Keresztély megerődítette Christianshavn-t, új kikötőt építtetett és új helyre tette át Koppenhága központját. Bornholm védelmére megépítette Christiansø erődjét.

## Halála
1698 októberében a király féltestvérével és két fiával egy vadászkastélyban időzött, mikor hírt hoztak neki, hogy egy szarvasbikát közrefogtak a kutyák. Keresztély odasietett és próbálta megadni a kegyelemdöfést az állatnak, ám elhibázta és a szarvas megrúgta. Sérülése szövődményeibe 1699. augusztus 25-én belehalt. Hamvait a roskildei székesegyházban helyezték örök nyugalomra, utóda legidősebb fia, IV. Frigyes lett.

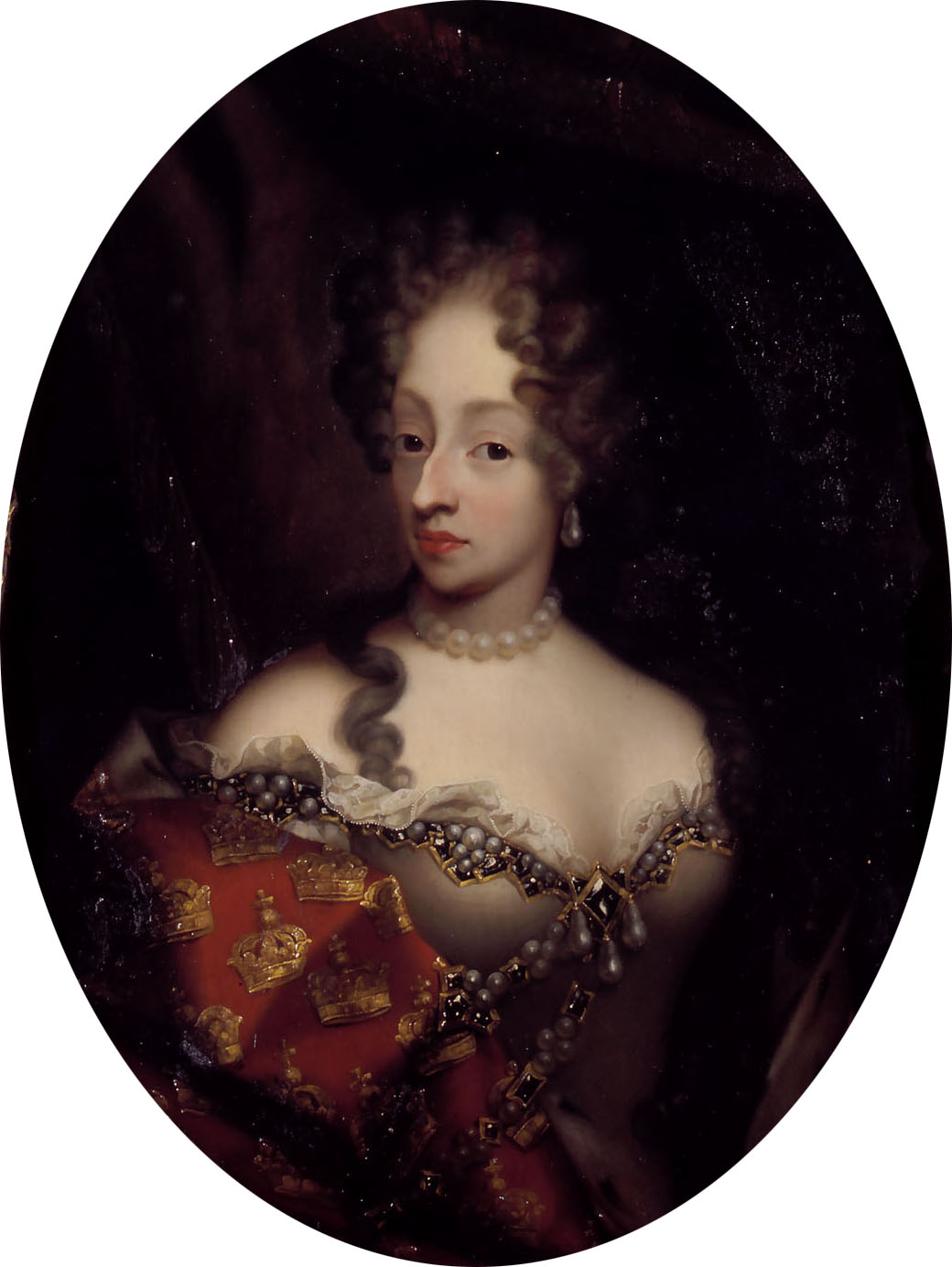
Felesége, Hessen-Kasseli Sarolta Amália hercegnő

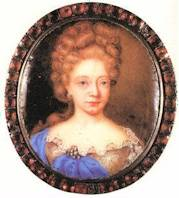
Szeretője, Sophie Amalie Moth

## Családja és gyermekei
V. Keresztély 1667-ben feleségül vette Hessen-Kasseli Sarolta Amáliát, akitől hét gyermeke született:
- Frigyes (1671. október 2. –  1730. október 2.), Dánia és Norvégia királya
- Keresztély Vilmos (1672. december 1. – 1673. január 25.)
- Keresztély (1675. március 25. – 1695 június 27.)
- Zsófia Hedvig (1677. augusztus 28. – 1735. március 13.)
- Károly (1680. október 26. – 1729. június 8.)
- Krisztina Sarolta (1683. július 17. -1683. július 17.)
- Vilmos (1687. február 21. – 1705. november 23.)

Keresztély 1671-ben nyíltan a palota közelébe költöztette tizenhat éves szeretőjét Sophie Amalie Moth-t, akinek később Griffenfeld elkobzott birtokaiból juttatott és Samsø grófnőjévé tett. Tőle öt törvénytelen gyermeke született:
- Christiane Gyldenløve (1672 – 1689)
- Christian Gyldenløve (1674. február 28. – 1703. július 16.)
- Sophie Christiane Gyldenløve (1675. augusztus 18 – 1684)
- Anna Christiane Gyldenløve (1676. augusztus 11. – 1689)
- Ulrik Christian Gyldenløve (1678. június. 24. -1719. december 8.)

## Fordítás
- Ez a szócikk részben vagy egészben  a   Christian 5. című dán Wikipédia-szócikk ezen változatának fordításán alapul.  Az eredeti cikk szerkesztőit annak laptörténete sorolja fel. Ez a jelzés csupán a megfogalmazás eredetét és a szerzői jogokat jelzi, nem szolgál a cikkben szereplő információk forrásmegjelöléseként.

| Előző uralkodó: III. Frigyes | Dánia királya 1670 – 1699 | Következő uralkodó: IV. Frigyes |

| Előző uralkodó: III. Frigyes | Norvégia uralkodója 1670 – 1699 | Következő uralkodó: IV. Frigyes |